# Sperinding
Sperinding is een bestuurslaag in het regentschap Aceh Tenggara van de provincie Atjeh, Indonesië. Sperinding telt 219 inwoners (volkstelling 2010).